# Storena botenella
Storena botenella là một loài nhện trong họ Zodariidae.
Loài này thuộc chi Storena. Storena botenella được Rudy Jocqué & Barbara C. Baehr miêu tả năm 1992.